# Estació de Polígon industrial del Segre
L'estació de Polígon industrial del Segre és un baixador de la línia Lleida - la Pobla de Segur. S'ubica entre el Polígon industrial del Segre i el Parc de la Mitjana i davant del Molí de Cervià, a la partida de Grenyana de Lleida.
La Generalitat va aprovar un baixador consistent en una andana de 80 metres de llarg per tres d'amplada i una marquesina similar a la d'altres estacions de la línia, amb un pressupost d'uns 453.000 € i que donaria servei a 23.000 viatgers l'any.
El projecte inclou la construcció d'una nova vorera que connectarà el baixador amb l'avinguda de la Indústria del polígon.
La nova estació fou anunciada l'abril de 2016, tot i que les obres no es van iniciar fins al novembre de 2023. L'estació, de parada facultativa, va entrar en funcionament el 18 de març de 2024.
| Línia Lleida - la Pobla de Segur de FGC |                 |                   |           |                        |
| Procedència/Destinació                  | <               | Línia             | >         | Procedència/Destinació |
| Lleida Pirineus                         | Lleida Pirineus |                   | Alcoletge | Balaguer               |
| Lleida Pirineus                         | Lleida Pirineus | La Pobla de Segur | Alcoletge |                        |